# Vagn (namn)
Vagn är ett nordiskt mansnamn, främst brukat på danska. Namnet förekommer även som efternamn.

## Personer med förnamnet
- Vagn Holmboe, dansk kompositör.
- Vagn Lundbye, dansk författare
- Vagn Walfrid Ekman, svensk fysiker och oceanograf.
- Vagn Jakobsen, dansk tecknare verksam i Sverige.
- Vagn Skovgaard-Petersen, dansk historiker.

## Personer med efternamnet
- Andrea Vagn Jensen, dansk skådespelare.